# Tiospiron
Tiospiron (BMY-13,859, tiaspiron, tiosperon) je atipični antipsihotik iz azapironske klase. On je istraživan kao tretman za šizofreniju tokom kasnih 1980-tih i poznato je da je efektivan ekvivalent tipičnih antipsihotika i da ne izaziva ekstrapiramidalne nuspojave. Međutim, njegov razvoj je zaustavljen. Perospiron, jedan drugi derivat azapirona sa antipsihotičkim svojstvima, je sintetisan i karakterisan nekoliko godina kasnije. Za njega je utvrđeno da je potentniji i selektivniji od tiospirona te je plasiran na tržište.
Tiospiron deluje kao parcijalni agonist  receptora, inverzni agonist , , i  receptora, i antagonist D2, D4, i α1-adrenergičkog receptora.